# Eois grataria
Eois grataria är en fjärilsart som beskrevs av Walker 1861. Eois grataria ingår i släktet Eois och familjen mätare. Inga underarter finns listade i Catalogue of Life.